# Almirante Najímov (1885)
El Almirante Najímov (en ruso: Адмирал Нахимов), fue un crucero acorazado de la Armada Imperial Rusa durante la Guerra Ruso-Japonesa. Fue nombrado en honor del almirante ruso Pável Stepánovich Najímov.

## Hundimiento
Durante la guerra ruso-japonesa de 1904-1905, el Almirante Najímov fue asignado al Segundo Escuadrón del Pacífico, bajo el mando general del almirante Zinovi Rozhéstvenski, que se creó a partir de la Flota del Báltico para aliviar el bloqueo japonés de Port Arthur. Partió del Báltico en octubre de 1904 y, como el Almirante Najímov era más poderoso que los otros cruceros rusos, fue incluido en el segundo grupo de acorazados del escuadrón, que constaba de tres acorazados obsoletos.
El 27 de mayo de 1905, primer día de la batalla de Tsushima, el Almirante Najímov era el octavo y último barco de la columna principal. Fue alcanzado unas 30 veces, principalmente por fuego de cruceros blindados japoneses, y sufrió 25 muertos y 51 heridos, pero conservó sus capacidades de combate. El Almirante Najímov dañó levemente el crucero acorazado Iwate con tres proyectiles de 203 mm. Por la noche, cuando los barcos rusos restantes fueron atacados por torpederos y destructores, el Almirante Najímov era visible, encendiendo los reflectores. Entre las 21:30 y las 22:00 horas fue alcanzado en la proa por un torpedo disparado por un barco no identificado. A pesar de la lucha de la tripulación, el barco se hundió y fue abandonado a la mañana siguiente cerca de la isla de Tsushima. El crucero auxiliar japonés Sado Maru rescató a 523 miembros de su tripulación, otros 103 hombres escaparon en embarcaciones y fueron capturados posteriormente, y 18 hombres se perdieron. Aproximadamente a las 10:00 horas del 28 de mayo, el Almirante Najímov se hundió en 34°34′N 129°32′E / 34.567, 129.533. 
El capitán Rodionov afirmó más tarde que el barco había sido hundido por una mina naval flotante en lugar de un torpedo, y algunos tripulantes testificaron que el capitán había ordenado hundir el barco para evitar la rendición, por lo que los relatos de sus momentos finales varían.